# 122 Gerda
122 Gerda (mednarodno ime je tudi 122 Gerda) je  precej velik asteroid v glavnem asteroidnem pasu. Kaže značilnosti dveh tipov asteroidov (tipa S in tipa T).

## Odkritje
Asteroid je 31. julija 1872 odkril Christian Heinrich Friedrich Peters (1813 – 1890).. Poimenovan je po boginji Gerdi iz nordijske mitologije.

## Značilnosti
Asteroid Gerda obkroži Sonce v 5,78 letih. Njegova tirnica ima izsrednost 0,041, nagnjena pa je za 1,639° proti ekliptiki. Njegov premer je 81,7 km, okoli svoje osi se zavrti v 10,685 urah.